# Littorina scutulata
Littorina scutulata là một loài ốc biển, là động vật thân mềm chân bụng sống ở biển trong họ Littorinidae.

## Hình ảnh

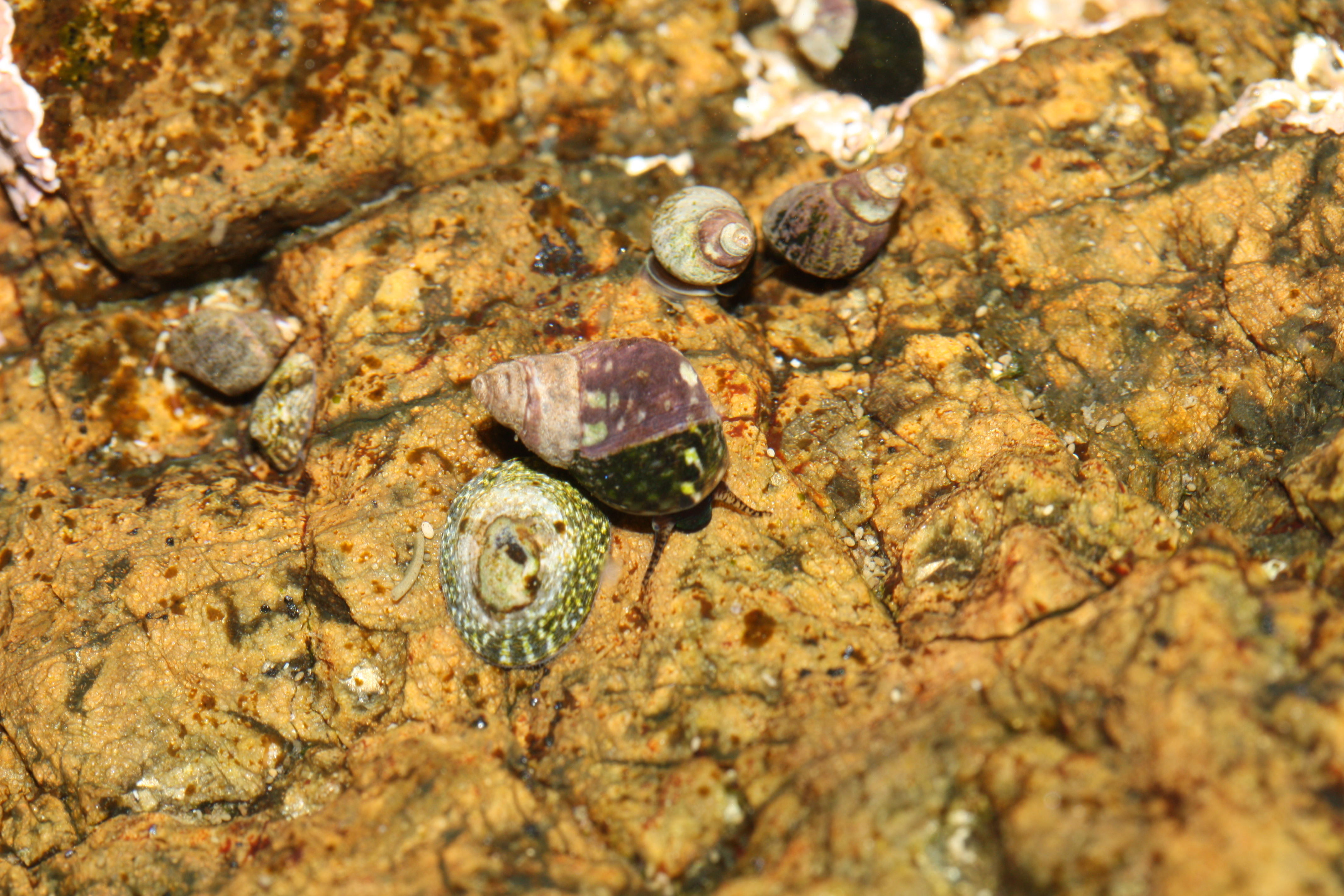
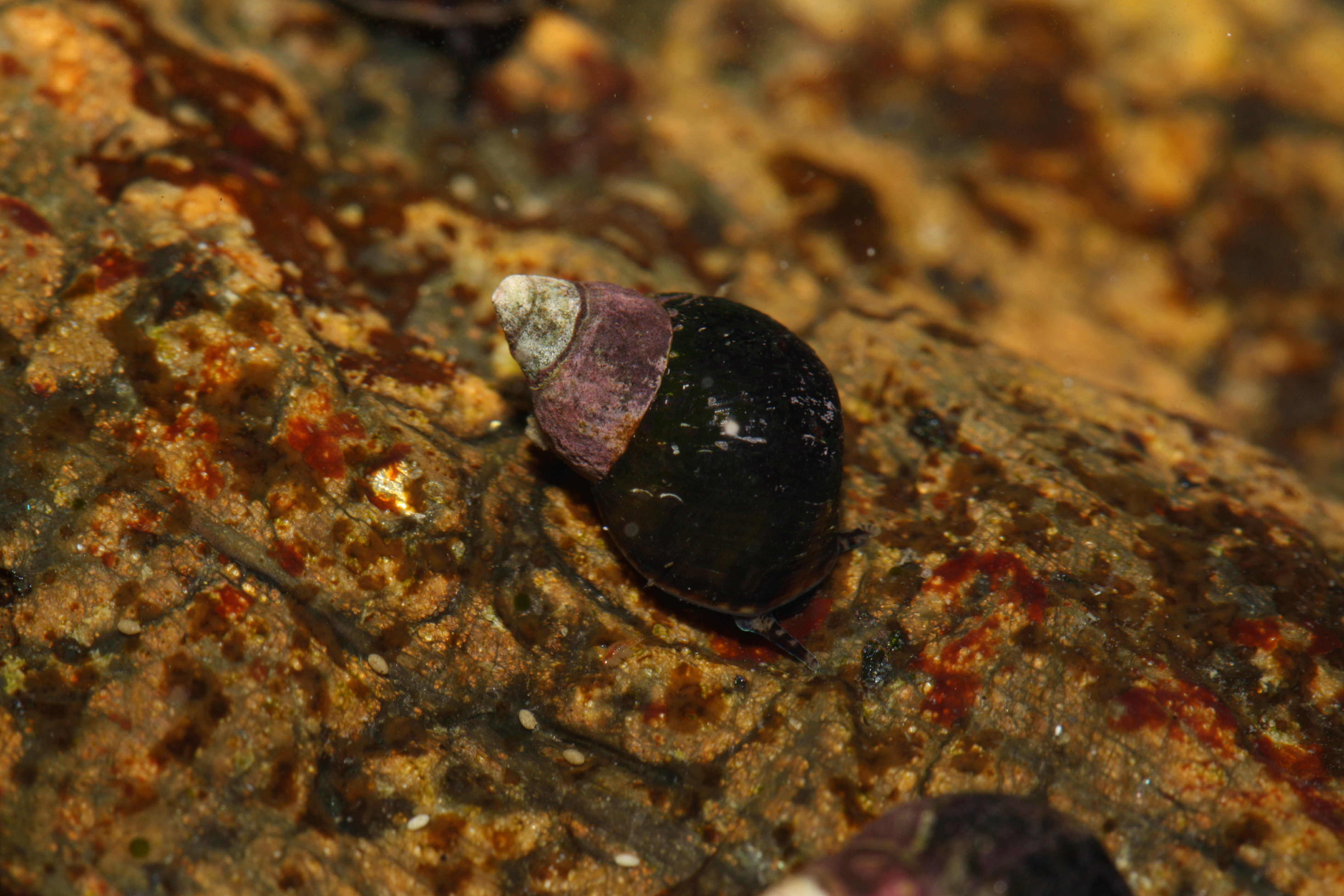
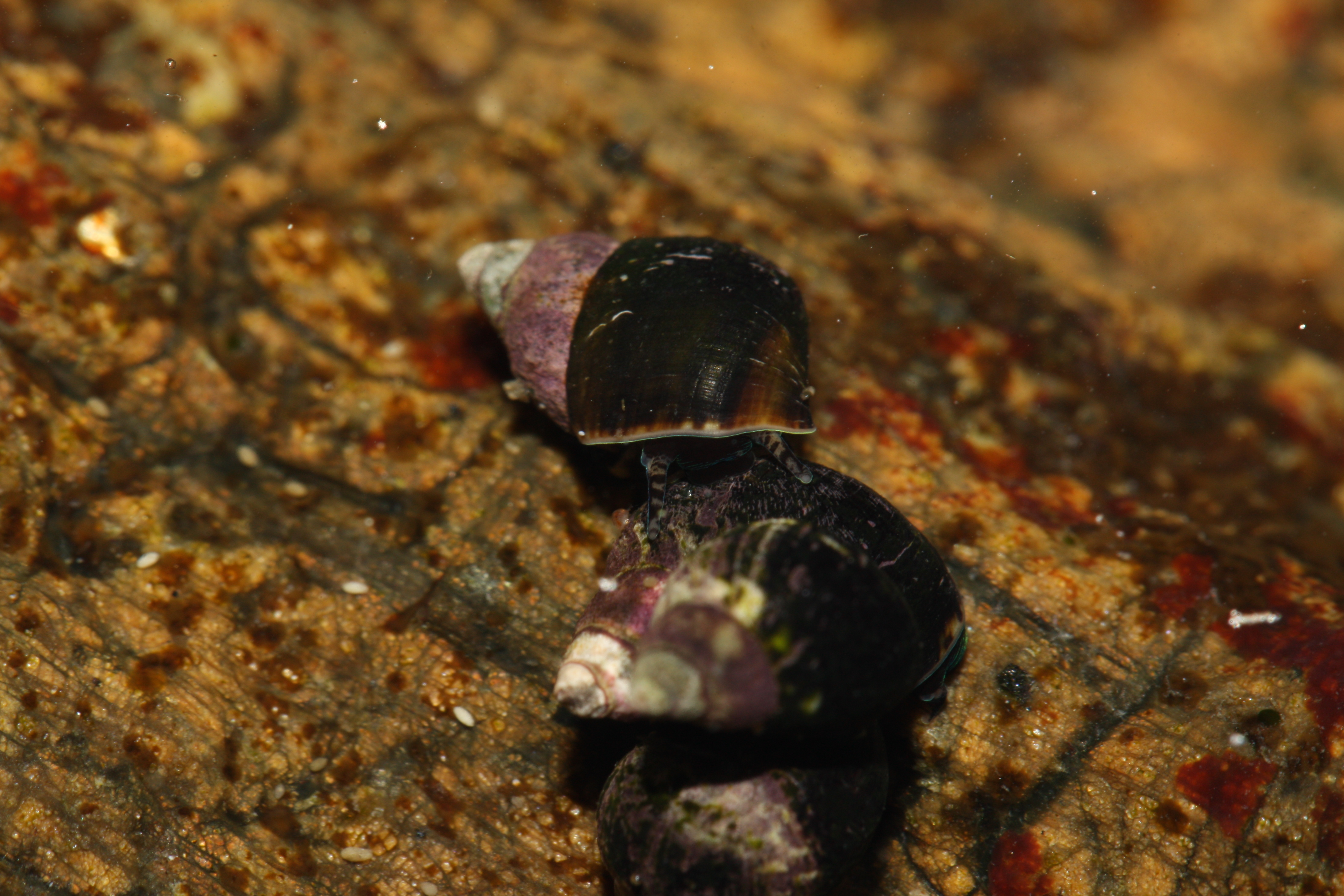